# Nordisk Kulturfond

Nordisk Kulturfond er en pendant til Nordisk Ministerråd, samarbejdsorganet for nordiske regeringer og Nordisk Råd, samarbejdsorganet for parlamentarikere.
Nordisk Kulturfond har til opgave at fremme det kulturelle samarbejde mellem de nordiske lande Danmark, Finland, Island, Norge og Sverige, samt de selvstyrende områder Færøerne, Grønland og Åland. Fonden støtter et fornyet og dynamisk kunst- og kulturliv i Norden, der er mangfoldigt, tilgængeligt og af høj kvalitet. 
Nordisk Kulturfond uddeler støtte på tre niveauer:
- Projektstøtte med to årlige frister[2]
- OPSTART med løbende ansøgningsfrist[3]
- Tematiske satsingspuljer med specifikke kriterier og ansøgningsfrister[4]

## Organisation

### Rolle
Nordisk Kulturfond er et samarbejdsorgan som har til opgave at yde støtte til projekter, der kan formidle kunst og kultur skabt i Norden til publikum i og udenfor de nordiske lande. Derudover har fonden igennem de seneste år udviklet sig til at være en aktiv deltager i netværk og som netværksfacilitator med det formål at udvikle kulturpolitiske spørgsmål i Norden.

### Sammensætning
Kulturfondens administration varetages af et sekretariat i København. Beslutningen om, hvilke projekter der tildeles støtte, træffes af en bestyrelse. Bestyrelsen og sekretariatet anvender sagkyndige til bedømmelse af ansøgningerne. Ud fra de sagkyndiges bedømmelser, udarbejder sekretariatet et afgørelsesforslag til bestyrelsen.
Nordisk Kulturfonds virksomhed er baseret på en særlig aftale mellem de nordiske lande, som blev indgået i 1966 og trådte i kraft 1967. Overenskomsten er siden blevet revideret i 1975, 1990, 2001 og 2002. Ændringen i 2001 indebar, at hvert selvstændigt område fik sin egen repræsentant i fondens bestyrelse. Den sidste ændring trådte i kraft i marts 2004. 
Kulturfondens bestyrelse består af 13 medlemmer, som udpeges af Nordisk Råd og Nordisk Ministerråd. Mandatperioden er to år. Hvert nordisk land repræsenteres af to deltagere. Hvert selvstyrende område (Færøerne, Grønland og Ålandsøerne) har én repræsentant. Ordførerskabet går på tur mellem landene i en to-års mandatperiode. For perioden 2016-2017 er det Finland, der har ordførerskabet.

### Fondens navn
Nordisk Kulturfond (DK/NO), Pohjoismainen kulttuurirahasto (FI), Nordiska Kulturfonden (SE), Norðurlendski Mentunargrunnurin (FO), Norræni Menningarsjóðurinn (IS), Nunat Avannerliit Piorsarsimassutsimut Aningaasaateqarfiat (GL), Nordic Culture Fund (EN).